# Durame
Durame ist eine Kleinstadt im Südwesten Äthiopiens. Sie ist ident mit der gleichnamigen Woreda Durame Town und zugleich Hauptstadt der Kembata Tembaro Zone der Region der südlichen Nationen, Nationalitäten und Völker.

## Lage
Die Stadt befindet sich etwa 220 km von der nordöstlich gelegenen Hauptstadt Addis Abbeba entfernt im Hochland von Abessinien auf etwa 2100 m Höhe und am Fuß des nordwestlich gelegenen 3020 m hohen Berges Ambericho Terara. Eine Asphaltstraße verbindet Durame mit der Stadt Shinshicho im Westen und mit der Nationalstraße 41 im Südosten.

## Bevölkerung
2007 hatte Durame nach Angaben der Zentralen Statistikagentur Äthiopiens 24.472 Einwohner.

## Einrichtungen
Durame ist das Verwaltungszentrum der Kembata Tembaro Zone und verfügt über ein Krankenhaus, Schulen, mehrere Kirchen und eine Moschee, Banken und Tankstellen.